# Arthrosaura reticulata
Arthrosaura reticulata — вид ящірок родини гімнофтальмових (Gymnophthalmidae). Мешкає в Амазонії.

## Поширення і екологія
Arthrosaura reticulata мешкають в Бразилії, Колумбії, Еквадорі, Перу, Болівії, Венесуелі, Гаяні, Суринамі і Французькій Гвіані. Вони живуть у первинних і вторинних вологих тропічних лісах, на берегах струмків, на болотах, на узліссях варзейських лісів (тропічних лісів у заплавах Амазонки і її притоків), серед опалого листя. Живляться мокрицями, капустянками і жуками. Відкладають яйця. 